# خورشید (روزنامه)
خورشید روزنامه‌ای ایرانی به صاحب امتیازی سازمان تأمین اجتماعی و مدیرمسئولی محسن احمدی بود که از شهریور ۱۳۸۷ در عید فطر در سراسر کشور منتشر و پس از شش ماه تعطیل شد.

## انتشار
بر اساس اعلام رسانه‌های ایران، بودجه اولیه راه‌اندازی این روزنامه ۱۲ میلیارد تومان بود که ۸ میلیارد تومان آن از سوی سازمان تأمین اجتماعی جهت راه‌اندازی چاپخانه‌ای مجهز برای این روزنامه در اطراف تهران اختصاص یافته بود که گفته می‌شد می‌تواند میلیون‌ها نسخه از روزنامه را در زمانی کوتاه منتشر کند. اختصاص بودجه میلیاردی به این روزنامه توسط سازمان تأمین اجتماعی از همان ابتدا مورد انتقاد قرار گرفت. گفته می‌شد که این روزنامه در تیراژ یک و نیم میلیون نسخه و با ارزانترین قیمت در میان روزنامه‌های کشور منتشر خواهد شد.
پس از اعلام اخبار اولیه انتشار این روزنامه، برخی محافل سیاسی هدف از انتشار این روزنامه را تبلیغ برای محمود احمدی‌نژاد و دولت وی در آستانه انتخابات ریاست جمهوری دور دهم و مرتبط با تلاش‌های مصری جهت ابقای خود در پست وزارت رفاه مرتبط دانستند. این روزنامه در شرایطی منتشر شد که صفار هرندی، وزیر فرهنگ و ارشاد دولت احمدی‌نژاد، جلوگیری از انتشار روزنامه‌های رنگارنگ دولتی را از اهداف خود اعلام کرده بود.
مدیرعامل مؤسسه آتیه که کارهای فنی و چاپ روزنامه را انجام می‌داد محمد پاریاب بارده دبیر سابق اطلاع‌رسانی دولت نهم بود و ابراهیم باقری که در دوره انتشار هفته‌نامه آتیه، معاون سردبیر این هفته‌نامه بود، معاونت سردبیری روزنامه را در تمام طول دوره انتشار ان بر عهده داشت. حضور باقری - که به عنوان روزنامه‌نگاری اصلاح طلب شناخته می‌شود - در جمع دست‌اندرکاران انتشار این روزنامه و به عنوان معاون سردبیر، از آنجا که به مذاق جمعی از اصولگرایان این روزنامه خوش نیامده بود، در تمام دوران انتشار این روزنامه، زمینه‌ساز بروز برخی اختلافات سیاسی در این روزنامه بود.
نقطه قوت این روزنامه فرم بدیع آن بود که به دلیل همسان نبودن با محتوا نتوانست به هدف سیاستگذاران آن کمک چندانی کند. مدیر هنری این روزنامه فرید مرتضوی، مدیر هنری سابق روزنامه همشهری، بود.
کاوه اشتهاردی، محسن احمدی، محمد جعفر بهداد دمیرچی، محمد پاریاب و مرتضی قمری وفا از چهره‌های رسانه‌ای دولت مدیریت و برنامه‌ریزی این روزنامه را در اختیار داشتند؛ و ریاست شورای سیاستگذاری این روزنامه به عهده محسن احمدی بود. بر اساس اعلام سایت ایفرا (انجمن بین‌المللی روزنامه‌نگاری) این روزنامه اولین روزنامه ایرانی بود که به ایفرا پیوست و در جمع روزنامه‌های دارای کد ثبت بین‌المللی، قرار گرفت.
همزمان با آغاز انتشار روزنامه محسن ایزدخواه معاون حقوقی و مجلس سازمان تأمین اجتماعی در دولت محمد خاتمی، طی نامه خطاب به رئیس سازمان تأمین اجتماعی بر غیرقانونی بودن راه اندازی این روزنامه تأکید کرد.
روزنامه خورشید، در نیمه سال ۱۳۸۷ جایگزین هفته‌نامه آتیه شد. انتشار هفته‌نامه آتیه در سال ۱۳۷۲ از سوی سازمان تامین‌اجتماعی آغاز شد و این نشریه تنها و نخستین نشریه تخصصی بیمه‌های اجتماعی و تامین‌اجتماعی در ایران بود که در طول دوران پانزده ساله انتشار خود توانست به مرجعی کامل در زمینه رویدادهای این حوزه تبدیل گردد و نقشی ارزشمند در تعمیق و گسترش فرهنگ تامین‌اجتماعی داشته باشد.
اخذ مجوز تغییر دوره انتشار آتیه از هفتگی به روزانه در دوره اصلاحات وهمزمان با مدیرعاملی محمد سلیمانی در سازمان تامین‌اجتماعی صورت گرفت، اما به‌دلیل نگرانی از تأثیرگذاری جهتگیری‌های سیاسی احتمالی روزنامه بر اهداف و ماموریت‌های اجتماعی، عملیاتی نشد تا آن که پس از روی کارآمدن دولت نهم و با توجه به نیاز این دولت به رسانه‌ای برای تبیین سیاست‌ها و اقدامات خود، تیم مطبوعاتی مورد وثوق احمدی‌نژاد، مجوز صادره برای تغییر دوره انتشار آتیه به روزانه را فرصتی مناسب برای انتشار روزنامه‌ای کاملاً همسو با جهت‌گیری‌های دولت نهم دانست و پس از تلاش نافرجام قبلی با مدیریت محمد منصور عظیم زاده (نخستین مدیرعامل مؤسسه آتیه در دولت نهم و همزمان با مدیریت داود مددی در سازمان تأمین اجتماعی) با استقرار تنی چند از افراد نزدیک به رئیس‌جمهور و وزیر رفاه جدید دولت نهم (مصری) در راس مؤسسه فرهنگی – هنری آهنگ آتیه (ناشر هفته‌نامه آتیه) – محمد جعفر بهداد، کاوه اشتهاردی، محمد پاریاب، محسن احمدی – با پیگری مستمر این گروه انتشار این روزنامه با نام خورشید و با تدوین چشم‌اندازی بلندپروازانه – شامل انتشار روزنامه در تیراژ یک و نیم میلیون نسخه‌ای در چاپخانه‌ای اختصاصی – آغاز شد.

## تعطیلی
این روزنامه در دوران انتشار کوتاه مدت خود شاهد تنش‌ها و شایعات فراوانی بود و با وجود سرمایه‌گذاری عظیم انجام شده نتوانست به تیراژ مطلوب دست یابد. برخی رسانه‌ها شمارگان این روزنامه را (که پیش‌بینی می‌شد میلیونی باشد) در حد چند صد هزار تخمین زدند و شمارگان واقعی آن هیچگاه از حد یکصد هزار فراتر نرفت.
نهایتاً چند ماه بعد از استعفای محسن احمدی ریس شورای سیاستگذاری و مدیر مسئول این روزنامه در آغازین روزهای سال ۱۳۸۸ علی ذبیحی مدیرعامل جدید سازمان تأمین اجتماعی اعلام کرد که تا اطلاع ثانوی این روزنامه منتشر نمی‌شود و علت آن را نامگذاری سال جدید بنام «اصلاح الگوی مصرف» از سوی رهبر انقلاب اعلام کرد.
روزنامه خورشید، به دلایلی چون تغییرات مستمر در کادر مدیریتی مؤسسه ناشر آن و اعمال سیاست‌های گاهی متناقض در زمینه اهداف و جهتگیری‌های سیاسی آن، نتوانست توفیقات هفته‌نامه آتیه را تکرار کند و به انتظارات مخاطبان عام و خاص – بیمه شدگان، کارفرمایان و بازنشستگان تحت پوشش سازمان تامین‌اجتماعی – پاسخ گوید.
در پی انتشار تنها قریب به ۱۵ شماره از این روزنامه و در حالی که تیم مدیریتی آن با محوریت محمد پاریاب، برنامه‌هایی گسترده برای احداث چاپخانه‌ای اختصاصی و مدرن و چاپ همزمان آن در چندین شهرو افزایش تدریجی شمارگان داشتند، با تصمیم مدیرعامل وقت سازمان تأمین اجتماعی (حسینعلی ضیایی) ترکیبی جدید متشکل از حمید حجت (مدیرکل وقت روابط عمومی سازمان تأمین اجتماعی)، یعقوبی (معاون وقت فرهنگی سازمان تامین‌اجتماعی) و عزیزالله فیض‌الهیان، به عنوان اعضای هیئت‌مدیره مؤسسه ناشر روزنامه انتخاب شدند و اعضای قبلی کنار گذاشته شدند اما با این وجود محسن احمدی که گفته می‌شد این تغییرات با خواست او انجام شده‌است، کماکان به عنوان رئیس شورای سیاستگزاری روزنامه، به فعالیت خود برای مدتی دیگر ادامه داد. محسن احمدی اگرچه در ابتدا به عنوان مدیرمسئول به وزارت ارشاد معرفی شد اما به خواست وی و پس از مدتی نام او در شناسنامه روزنامه به عنوان رئیس شورای سیاستگذاری درج می‌شد اما بعد از استعفای احمدی از روزنامه، مدیر عامل وقت سازمان تأمین اجتماعی حمید حجت را به عنوان مدیرمسئول به وزارت ارشاد معرفی کرد که تأیید مدیرمسئولی وی پس از توقف انتشار روزنامه صورت گرفت.
ناآشنایی تیم جدید مدیریتی با الزامات کار روزنامه‌نگاری و تداوم اختلافات سیاسی موجود در بدنه تحریریه روزنامه که اخبار آن در سایتها و روزنامه‌های مختلف آن دوران انعکاس یافته‌است، آغازگر دوران افول این روزنامه شد و این روزنامه که در ابتدا به خاطر فرم زیبای صفحه‌آرایی و تنوع مطالب و استفاده مناسب از طرح و تصویر مورد استقبال قرار گرفته بود در سراشیبی سقوط قرار گرفت تا آنکه نهایتاً در فروردین ۱۳۸۸ با حکم مدیرعامل وقت سازمان تأمین اجتماعی انتشار آن متوقف شد و مؤسسه فرهنگی هنری آتیه نیز که ناشر این روزنامه بود، تعطیل گردید.